# Be-Stern
Ein Be-Stern oder OeBeAe-Stern ist ein „früher“ Stern der Leuchtkraftklasse V, IV, oder III (also kein Überriese), der mindestens zeitweise Emissionslinien in den Fraunhoferlinien zeigt, was durch das Suffix e für engl. emission lines hinter dem B für die Spektralklasse angegeben wird.

## Definition

Abplattung des Be-Sterns Achernar aufgrund der hohen Rotationsgeschwindigkeit

Bei etwa 15 % der Sterne mit den „frühen“  Spektralklassen (O bis A) sind Emissionslinien eingelagert in den Kernen der ersten Balmerlinien und den Linien einfach ionisierter Elemente des Eisens (Fe II), Siliziums (Si II) und Magnesiums (Mg II). Bei den Wasserstofflinien tritt innerhalb der Emission eine zentrale Depression auf. Ein weiteres Charakteristikum der Be-Sterne ist die große Breite der photosphärischen Absorptionslinien, die das Ergebnis hoher Rotationsgeschwindigkeiten an der Sternoberfläche mit Werten zwischen 200 und 500 km/s sind. Dies entspricht 70–80 % der Geschwindigkeit, bei der am Äquator die Fliehkräfte die Gravitationskraft übersteigen. Die hohe Rotationsgeschwindigkeit führt außerdem zu einer Asymmetrie des Sternwinds. Aufgrund der starken Abplattung des Sterns sind die Pole heißer als der Äquator und die abströmende Materie wird durch die intensivere Strahlung stärker beschleunigt. Alle Be-Sterne zeigen einen ausgeprägten Infrarotexzess. Lineare Polarisation von bis zu 2 % ist in den Emissionslinien einiger Be-Sterne beobachtet worden und wird als eine Folge von Elektronenstreuung in der nicht kugelförmigen zirkumstellaren Hülle interpretiert.
Be-Sterne werden unterteilt in klassische Be-Sterne und in Be-Hüllensterne. Während Be-Sterne keine engen Absorptionslinien der Balmer-Serie und von Metalllinien, die als Hüllenlinien bezeichnet werden, zeigen, können diese bei Be-Hüllensterne nachgewiesen werden. Wahrscheinlich ist die Unterscheidung rein geometrisch bedingt durch den Inklinationswinkel, mit dem der Beobachter auf die Rotationsachse der blauen Sterne schaut.

## Interpretation
Die Emissionslinien entstehen in optischen dünnen Hüllen, die sich entlang des Äquators der Sterne bilden und so zu einem zeitweise stationären Ring führen. Die Be-Sterne liegen im Hertzsprung-Russell-Diagramm im Bereich der Beta-Cephei-Sterne. In den letzten Jahren sind bei den Be-Sternen multiperiodische radiale und nichtradiale Pulsationen gefunden worden. Die Ringe sind eine Folge einer Resonanz eng benachbarter radialer Schwingungen in Kombination mit der hohen Rotationsgeschwindigkeit der frühen Sterne, sodass beide Effekte zusammen zu einer Ablösung von Materie im Bereich des Äquators führen. Der Ring rotiert aufgrund des größeren Abstands vom Stern langsamer als die Sternoberfläche (siehe Keplersche Gesetze) und deshalb bilden sich Emissionslinien nur in den Kernen der Absorptionslinien. Aus der Analyse des Spektrums von Be-Sternen wurde eine mittlere Dichte in den Ringen zwischen 1010 und 1013 Wasserstoffatomen pro cm3 abgeleitet bei einer Hüllenmasse von 10−10 Sonnenmassen.
Die hohe Rotationsgeschwindigkeit von Be-Sternen könnte die Folge einer zurückliegenden Interaktion mit einem Begleiter in einem Doppelsternsystem sein, der jetzt als ein kompaktes Objekt in Form eines Neutronensterns, Weißen Zwerges oder Schwarzen Loches vorliegt. Diese Hypothese würde auch die hohe Anzahl von Röntgendoppelsternen unter den Be-Sternen erklären. Alternativ können die Be-Sterne mit einer schnellen Rotationsrate geboren worden sein oder die schnelle Rotation während der Hauptreihenphase erlangt haben. Das Verhältnis zwischen der Rotationsgeschwindigkeit und der kritischen Geschwindigkeit, bei der die Zentrifugalkräfte die Gravitation übersteigt, scheint massenabhängig zu sein. Wahrscheinlich haben wegen der hohen Rotationsgeschwindigkeit Be-Sterne eine verlängerte Hauptreihenphase, da Wasserstoff in den Kern der Sterne gemischt wird.

## Veränderlichkeit
Be-Sterne zeigen eine ausgeprägte Veränderlichkeit in der Stärke der Emissionslinien, wobei die Emissionslinien zeitweise auch nicht mehr nachgewiesen werden können wie bei Pleione in den Jahren 1905 bis 1938. Einhergehen mit einer Veränderlichkeit im Spektrum kann auch eine Änderung der optischen Helligkeit des Sterns wie im Beispiel von Gamma Cassiopeiae. Da die frühen Sterne den Hauptteil der Strahlung im Ultraviolettstrahlung abgeben, können die kühleren Ringe Energie absorbieren und im Optischen wieder emittieren.
Viele veränderliche Be-Sterne werden auch als Hüllensterne (engl. Shell stars) oder Gamma-Cassiopeiae-Sterne (GCVS-Bezeichnung GCAS) bezeichnet, wobei sich die Helligkeit im Visuellen um bis 2,5 Magnituden ändert. Im Ausbruch kann sich der Spektraltyp bis zu F5 abkühlen. Dies entspricht einer Oberflächentemperatur von circa 6800 K, während ein ungestörter B-Stern eine Oberflächentemperatur von 10.000 bis 25.000 K zeigt. Wahrscheinlich wird ein großer Teil der Oberfläche des Sterns während des Ausbruchs von einer gekrümmten Scheibe bedeckt. Die Krümmung ist die Folge eines nicht in der Rotationsebene umlaufenden kompakten Begleiters (z. B. Neutronenstern) und der darausfolgenden Gezeiteneffekte. Als Ursache der abweichenden Bahnebene wird eine asymmetrische Supernova-Explosion bei der Entstehung des Neutronensterns angenommen.
Mittlerweile hat sich gezeigt, dass nicht alle veränderliche Be-Sterne als Gamma-Cassiopeiae-Sterne klassifiziert werden können. Im GCVS werden diese Stern aktuell unter dem Kürzel BE zusammengefasst. Andere haben teilweise bereits neue Typen definiert, so zum Beispiel die Lambda-Eridani-Sterne.

### Vorkommen in Sternkatalogen
Der General Catalogue of Variable Stars listet aktuell über 350 Sterne mit dem Kürzel BE oder GCAS, womit etwas über 0,5 % aller Sterne in diesem Katalog zu den Klassen der veränderlichen Be-Sterne gezählt werden.

## V/R-Variationen
Bei vielen Be-Sternen sind Variationen in der Stärke der blau- (V) bzw. rotverschobenen (R) Emissionslinien gefunden worden. Korreliert mit den Änderungen in den Emissionslinien schwankt auch der Polarisationsgrad. Die V/R-Variationen werden als eine Abweichung von der axialen Symmetrie in dem Ring um den Be-Stern interpretiert. Die Ursache könnte eine Schwingung in der Scheibe um den frühen Stern sein, die ausgelöst wird durch gravitative Resonanz aufgrund des Umlaufs eines Begleiters um den Be-Stern.

## Be-Sterne in Röntgendoppelsternen
Be-Sterne sind häufig die Massenspender in HMXB (engl. High Mass X-ray binaries, Röntgendoppelsterne hoher Masse). Dabei umkreist ein Neutronenstern den Be-Stern in einer meist elliptischen Bahn. Ist der Neutronenstern weit entfernt, dann akkretiert er nur wenig Materie, und beim Aufprall auf seiner Oberfläche nach dem Fall durch das Gravitationsfeld wird nur wenig Röntgenstrahlung frei. Kommt der Neutronenstern mit dem zirkumstellaren Ring um den Be-Stern in Berührung, so kann dies die Röntgenstrahlung steigern durch den Transfer von mehr Gas oder abschwächen. Eine Abschwächung liegt vor, wenn die Materie im Ring so dicht ist, dass die am Neutronenstern entstehende Röntgenstrahlung im Ring wieder absorbiert wird. Die temporäre Bildung von Ringen oder Hüllen um Be-Sterne ist häufig die Ursache für unregelmäßig veränderliche Röntgenstrahlung in HMXBs. Während einer Akkretionsphase ist die Röntgenstrahlung von den BeXB-Sternen meist gepulst mit einer Periodenlänge von einigen Sekunden bis zu einer Minute. Dies ist eine Folge des Materieflusses entlang der Magnetfeldlinien des Neutronensterns, wodurch aufgrund der Rotation des Sterns die Bremsstrahlung emittierende Regionen über den magnetischen Polen periodisch sichtbar bzw. verdeckt werden.
Von Be/X-Röntgendoppelsternen werden Bursts beobachtet, die anhand der Dauer der Eruptionen in Typ-I- und Typ-II-Bursts eingeteilt werden. Typ-I-Bursts dauern einen kleinen Anteil der Bahnumlaufdauer des Doppelsternsystems an und erreichen Röntgenhelligkeiten von bis zu 1037 erg/s. Wegen ihres Auftretens nahe der Periastronpassage auf einer elliptischen Umlaufbahn handelt es sich um ein Akkretionsereignis beim Eintauchen des Neutronensterns in die zirkumstellare Scheibe um den Be-Stern. Die Typ-II-Bursts können dagegen mehrere Bahnumläufe andauern und erreichen Röntgenhelligkeiten von mehr als 1037 erg/s. Ihre Ursache wird in einer Anregung einer gegen die Bahnumlaufachse geneigten Scheibe um den Be-Stern durch den passierenden Begleiter gesehen.
Von den BeXB (Be-Sterne in Röntgendoppelsternen) werden die Gamma-Cassiopeiae-Analogs unterschieden. Sie zeigen eine schwächere Röntgenstrahlung als normale BeXB bei einem härteren Spektrum. Dieser Begriff beschreibt einen größeren Anteil kurzwelliger zu langwelliger Röntgenstrahlung. Weiterhin zeigen Gamma-Cassiopeiae-Analogs keine Röntgenpulsationen, die als Folge eines starken Magnetfeldes auf einem Neutronenstern interpretiert werden. Aufgrund der Ähnlichkeit des Röntgenspektrums von Gamma-Cassiopeiae-Analogs mit denen von kataklysmischen Veränderlichen ist vermutet worden, dass der optisch nicht nachweisbare Begleiter jeweils ein Weißer Zwerg ist. Allerdings ist es schwer zu verstehen, wie sich ein Weißer Zwerg in einer Umlaufbahn um einen B-Stern bildet, da der weiter entwickelte Stern noch massereicher als der B-Stern gewesen sein muss und daher als eine Supernova explodiert ist. Aus einer Supernovaexplosion bildet sich aber ein Neutronenstern oder Schwarzes Loch. Die Alternative ist, dass die Gamma-Cassiopeiae-Analogs keine Röntgendoppelsterne sind. Diese Annahme wird auch durch das Fehlen einer Modulation der Röntgenlichtkurve mit der Umlaufbahn des hypothetischen Weißen Zwergs unterstützt. Allerdings zeigen alle Gamma-Cassiopeiae-Analogs eine Spektralklasse zwischen B0,5 und B1,5 bei einer intensiven Hα-Emissionlinie mit einer Äquivalentbreite von 30 bis 40 Ångström. Diese sehr ähnlichen stellaren Parameter weisen auf eine andere Ursache für die Entstehung der Röntgenstrahlung hin. Daher wird vermutet, dass es in einem Magnetfeld in der zirkumstellaren Scheibe des Be-Sterns aufgrund der differentiellen Rotation zur magnetischen Kurzschlüssen kommt. Durch die Kurzschlüsse entstehen Flares ähnlich einigen Sonneneruptionen, bei denen ebenfalls Röntgenstrahlung freigesetzt wird.
Superweiche Röntgenquellen sind Weiße Zwerge in Doppelsternsystemen, bei den es auf der Oberfläche der Weißen Zwerge zum Wasserstoffbrennen kommt. Die meisten Super Soft X-ray Sources entstehen in kataklysmischen Veränderlichen als Folge eines Novaausbruchs, bei denen der massespendende Begleitstern des Weißen Zwergs ein Roter Zwerg oder ein später Unterriese ist. Allerdings kann in seltenen Fällen ein Weißer Zwerg aus dem Sternwind bzw. aus der Scheibe um einen Be-Stern auch genügend Materie akkretieren, um diese zunächst auf seiner Oberfläche anzusammeln. Nach einigen Jahren, wenn die Materie eine entsprechende Dichte erreicht hat, zündet die nukleare Reaktion und aus der dünnen Atmosphäre des Weißen Zwergs wird weiche Röntgenstrahlung abgestrahlt.
Analysen der optischen Lichtkurven zeigen eine Reihe von Zeitskalen in der Veränderlichkeit der Be/X-Doppelsterne. Dazu gehören radiale und nichtradiale Schwingungen der Atmosphäre des Be-Sterns mit Perioden zwischen 0,1 und 2 Tagen. Überlagerungen dieser Pulsationen können Perioden von einigen 100 Tagen zeigen und sind dann nur schwer von der orbitalen Periode im Bereich von 10 bis 500 Tagen zu trennen. Letztere Helligkeitsschwankungen werden als Störung der zirkumstellare Scheibe durch den kompakten Begleiter oder die Bildung einer temporären Akkretionsscheibe um den Neutronenstern interpretiert. Es gibt auch Veränderlichkeit in der Größenordnung von einigen Jahren, die wahrscheinlich auf Unregelmäßigkeiten in der zirkumstellaren Scheibe zurückzuführen ist. Ein Beispiel für eine solche Störung ist ein Verbiegen der Scheibe aufgrund einer Resonanz zwischen der Bahn des Neutronensterns und der Umlaufdauer in der zirkumstellaren Scheibe.

## Entwicklungsmodelle
Im Laufe der weiteren Entwicklung dehnt sich der Be-Stern aus, wodurch die Rotationsgeschwindigkeit bei gleichzeitiger Erhaltung des Drehimpulses sinkt und die Decretionsscheibe verschwindet. Die schnelle Rotation hat jedoch den chemischen Aufbau des Sterns verändert, da aufgrund meridionaler Strömungen mehr wasserstoffreiche Materie in den Kern transportiert wurde. Dies führt zu einer höheren Kernmasse der ehemaligen Be-Sterne im Vergleich mit langsam rotierenden Sternen der Spektralklasse B. Es wird vermutet, dass sich Be-Sterne wegen dieser Eigenschaft zu Leuchtkräftigen Blauen Veränderlichen weiterentwickeln. Massenreiche Be-Stern könnten nach dem Kollapsarmodell auch die Vorläufersterne der Gamma Ray Bursts langer Dauer sein.

## B[e]-Sterne
Von den Be-Sternen werden die B[e]-Sterne unterschieden, die manchmal auch als BQ-Sterne oder als Bep-Sterne bezeichnet werden. Sie werden beschrieben als Sterne mit frühen Spektraltypen mit gering angeregten Emissionslinien, verbotenen Linien und Anzeichen von warmem Staub im nahen und mittleren Infrarot. Ihre Eigenschaften sind:
- Die Anwesenheit von breiten Balmerlinien, die teilweise auch P-Cygni-Profile zeigen, mit Halbwertsbreiten von bis zu 1000 Ångström
- Emissionslinien mit erlaubten Übergängen von einfach ionisierten Metallen, meist Fe II
- Schmale Emissionslinien mit verbotenen Übergängen von [FeII] und [OI]
- Ein starker Infrarotexzess durch zirkumstellaren Staub mit Temperaturen um 1000 K
- In einem Mehrfarben-Diagramm im Infraroten bilden die Sterne eine separate Gruppe

Der wesentliche Unterschied zwischen B[e]-Sternen und Be-Sternen ist das Fehlen jedweder Anzeichen warmen Staubes um Be-Sterne. B[e]-Sterne werden weiter unterschieden in normale und B[e]-Überriesen. Erstere sind wahrscheinlich Objekte mit geringer Leuchtkraft, die sich von einem AGB-Stern zu einem planetarischer Nebel entwickeln. Die äußere Atmosphäre ist noch aufgebläht und reemittiert die Strahlung noch bei Temperaturen, die noch nicht zu einer Anregung der abgestoßenen Hülle ausreichen. Allerdings wird das B[e]-Phänomen auch mit den Herbig-Ae/Be-Sternen in Verbindung gebracht, die erst auf dem Weg auf die Alter-Null-Hauptreihe sind. Wahrscheinlich sind die B[e]-Sterne eine sehr heterogene Gruppe.
Die B[e]-Überriesen sind Sterne im Nachhauptreihenstadium mit Leuchtkräften vom 104- bis 106-fachen der Sonne. Auch sie zeigen eine hohe Rotationsgeschwindigkeit, die wahrscheinlich ebenfalls die Ursache für die zirkumstellare Scheibe aus Staub und Molekülen ist. Die Form einer Scheibe ist aus polarimetrischen Messungen geschlossen worden und die Abschattung durch eine dichte Scheibe erklärt auch das Nebeneinander von ionisierender Strahlung der heißen Atmosphäre eines B-Sterns und die Anwesenheit von Staub und Molekülen. Wenn diese direkt einer solchen Strahlung ausgesetzt würden, sollten sie durch Photoevaporation innerhalb kurzer Zeit zerstört werden. B[e]-Überriesen werden als Vorgänger oder nach anderen Quellen als Nachfolger von Leuchtkräftigen Blauen Veränderlichen oder als das Ergebnis von Verschmelzungen in einem Doppelsternsystem angesehen. Auch sind viele B[e]sg veränderlich mit Perioden von einigen 10 bis 100 Tagen und ähneln damit wechselwirkenden Doppelsternsystemen wie den Beta-Lyrae-Sternen, den W-Serpentis-Sternen und den doppelperiodischen Veränderlichen. Die Eigenschaften der Scheibe einiger B[e]-Überriesen lässt sich am besten als eine Keplerscheibe um ein Doppelsternsystem interpretieren. Der Begleiter des Überriesens ist nur indirekt über Radialgeschwindigkeitsänderungen nachweisbar. Ein wissenschaftlicher Konsens zur Frage der Entstehung von B[e]-Überriesen ist aber noch nicht erreicht worden.
B[e]-Sterne mit einer Leuchtkraftklasse IV oder V werden auch als FS-Canis-Majoris-Sterne bezeichnet. Es handelt sich wohl um entwickelte Sterne, die sich noch nahe der Hauptreihe befinden und meist in einem Doppelsternsystem vorkommen. Ihre Eigenschaften werden als Folge eines langsamen äquatorialen und eines schnellen polaren Sternwind mit einer Geschwindigkeit von einigen 100 km/s erklärt, wodurch sich ein Staubring um den Äquator bildet. In der äquatorialen Ausflussscheibe, die nur mit einer Geschwindigkeit von einigen 10 km/s abströmt, bilden sich die Emissionslinien des Wasserstoffs und der gering angeregten Metalle. Die Emissionslinien der hoch angeregten Metalle entstehen dagegen in den polaren Regionen, wo der Sternwind aufgrund seiner geringen Dichte die UV-Strahlung weniger absorbiert.

## Beispiele
- Be-Sterne: EE Cephei, Gamma Cassiopeiae, Lambda Eridani
- B[e]-Sterne: FS Canis Majoris